# السعن
السعن بلدة ومركز ناحية السعن تتبع منطقة سلمية في محافظة حماة في سوريا.

## التعداد السكاني
بلغ عدد سكان الناحية 14,366 نسمة حسب تعداد عام 2004.